# Mangifera linearifolia
Mangifera linearifolia là một loài thực vật có hoa trong họ Đào lộn hột. Loài này được (Mukh.) Kosterm. mô tả khoa học đầu tiên năm 1993.